# 에디 딘

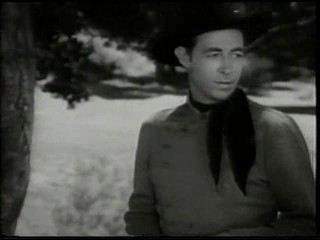

에디 딘(Eddie Dean, 1907년 7월 9일 ~ 1999년 3월 4일)은 미국의 배우, 싱어송라이터, 음악가, 가수, 텔레비전 배우, 영화배우이다.
텍사스주에서 태어났으며 로스앤젤레스에서 사망하였다. 사인은 폐기종이다.

## 영화
- 돈 윈슬로 오브 더 코스트 (1943년)
- 돌아온 론 레인저 (1939년)